# Jean-Baptiste Baujault
Jean-Baptiste Baujault né à La Crèche (Deux-Sèvres) le 19 avril 1828 et mort dans la même ville le 27 novembre 1899, est un sculpteur français.

## Biographie

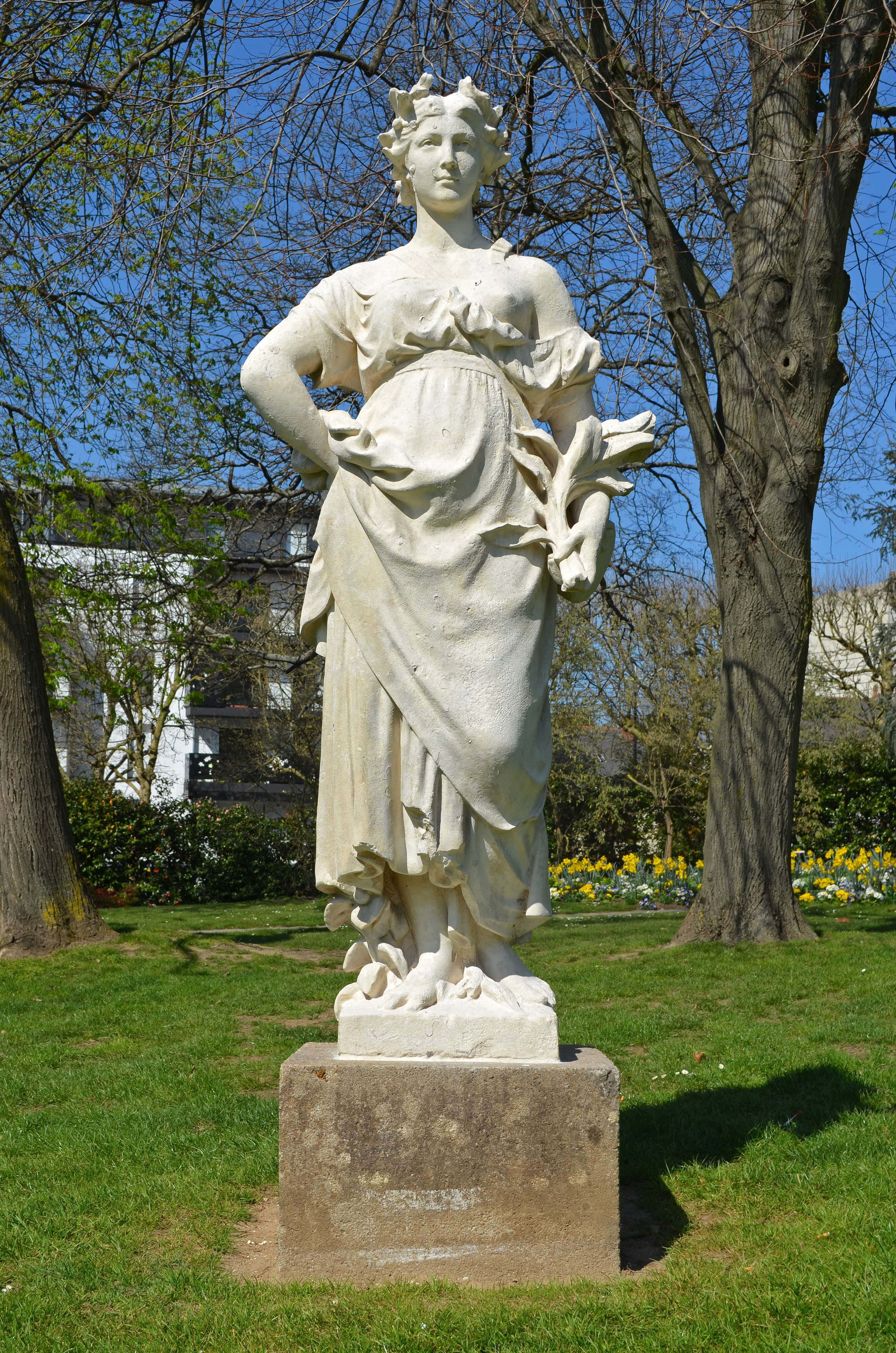
La Botanique (1878), Nantes, parc de Procé.

Né d'un père tailleur de pierre et d'une mère tailleuse de vêtements pour hommes, Jean-Baptiste Baujault effectue une scolarité brillante. Il s'inscrit ensuite à l'école des beaux-arts de Niort où il se fait remarquer. Admis aux Beaux-Arts de Paris en 1852, il y suit l'enseignement de François Jouffroy et quitte l'École en 1856. Il expose régulièrement au Salon jusqu'en 1896. 
Il est nommé chevalier de la Légion d'honneur en 1880.

## Œuvres dans les collections publiques
- Nantes, parc de Procé : La Botanique, 1878, statue ayant orné l'esplanade du palais du Trocadéro à Paris jusqu'en 1937.
- Niort, musée Bernard-d'Agesci :
  - Jeune Gaulois ou Au gui l’an neuf !, 1870, modèle en plâtre, médaillé au Salon de 1870 ;
  - Premier Miroir, 1873, marbre, première médaille du Salon de 1873 et médaille de première classe à l'Exposition universelle de 1878[5] ;
  - L'Éducation de Vercingétorix, modèle en plâtre ;
  - nombreux bustes de personnalités deux-sévriennes.
- Paris :
  - hôtel de ville : Jacques-Louis David, statue en pierre, deuxième étage du pavillon d'angle droit, sur la façade principale[6].
  - musée d’Orsay : Jeune Gaulois ou Au gui l’an neuf !, 1875, marbre[7],[8]
- Périgueux, musée d’art et d’archéologie du Périgord : Antoine de Tounens, buste en plâtre teinté.
- Pont-de-Vaux, Monument à Antoine Chintreuil, buste en pierre, inauguré le 5 mai 1879[9].

Œuvres de Jean-Baptiste Baujault
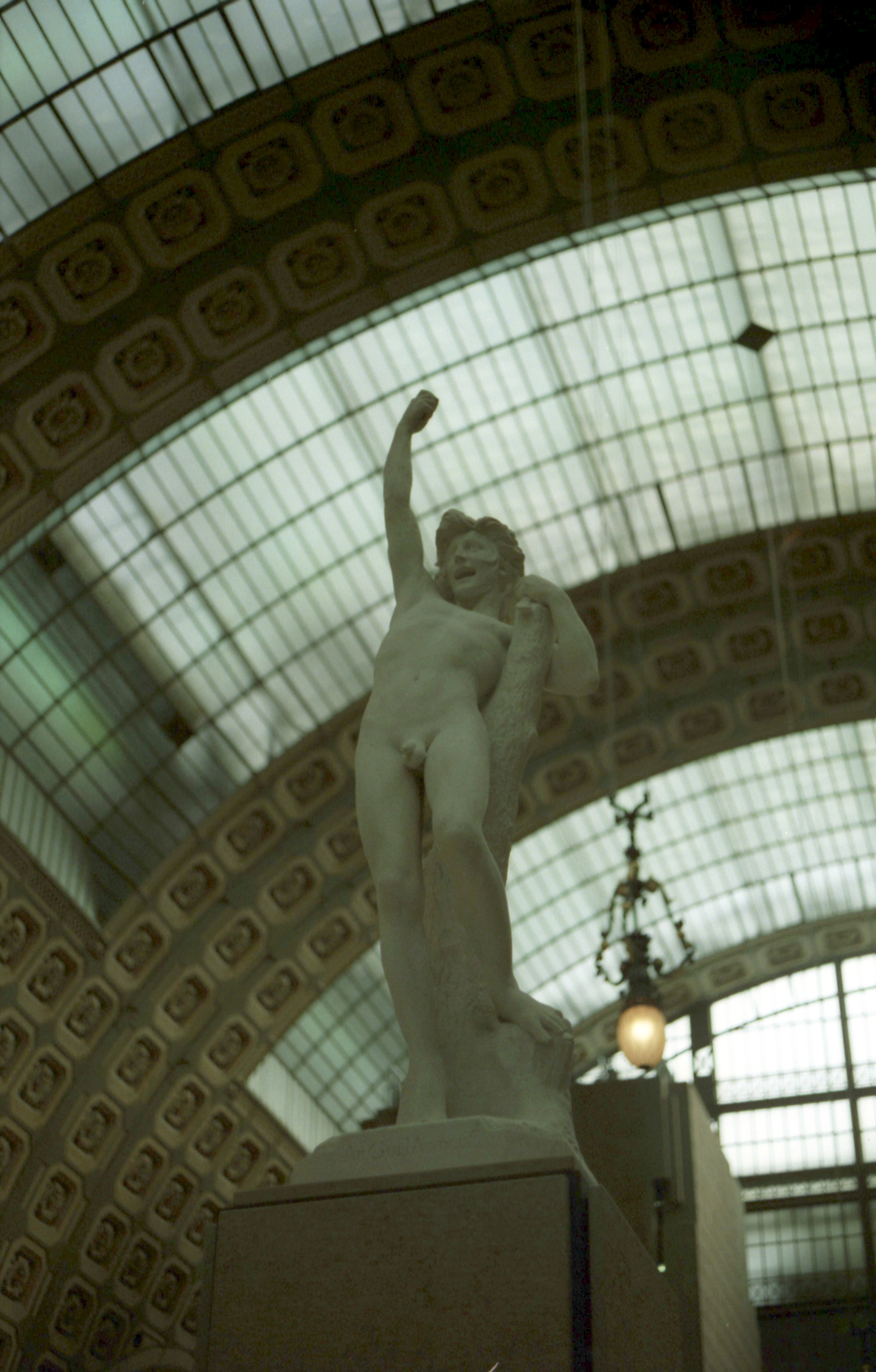
Jeune Gaulois ou Au gui l'an neuf ! (1875), marbre, Paris, musée d'Orsay.
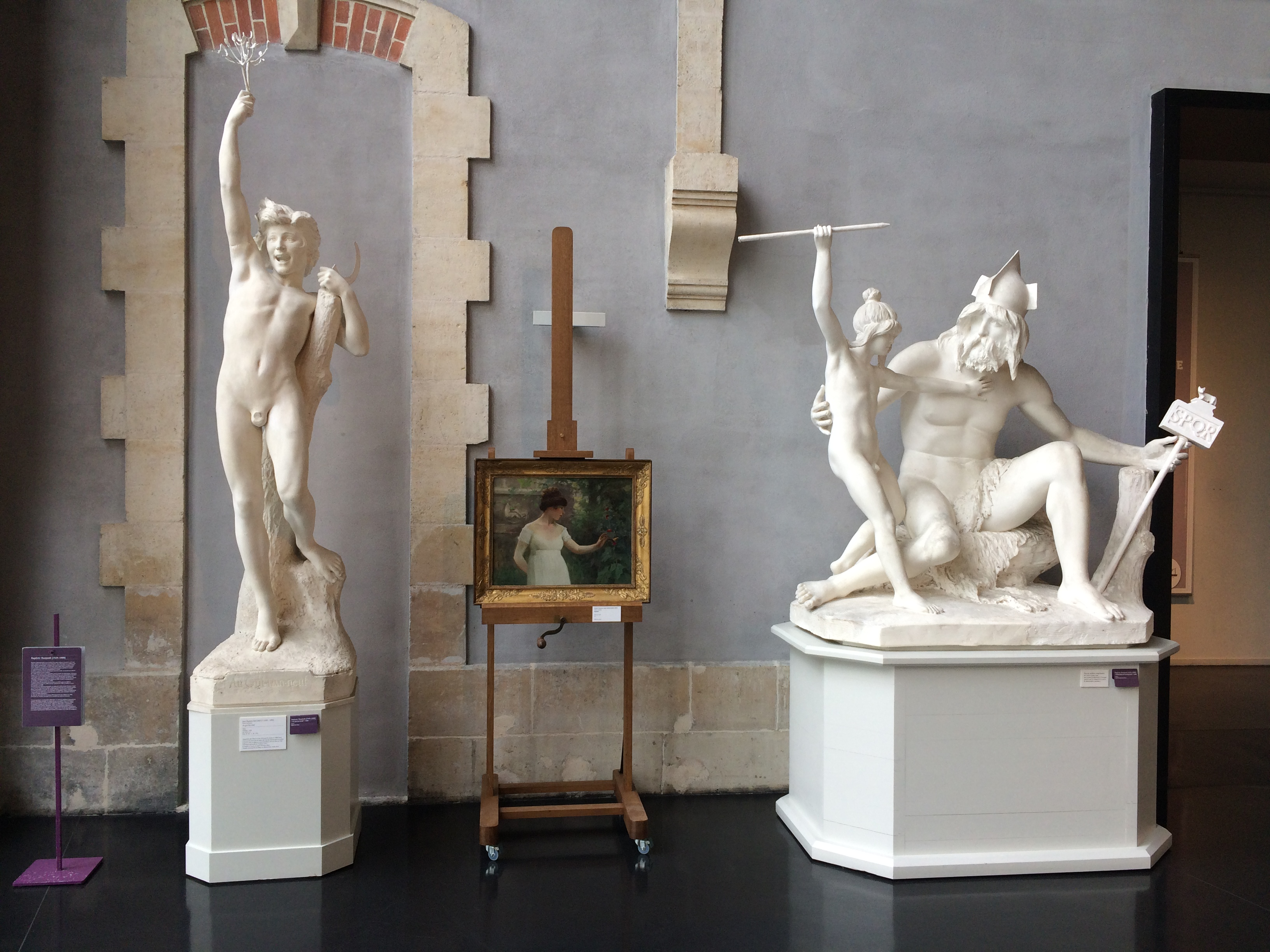
Jeune Gaulois ou Au gui l’an neuf ! et L'Éducation de Vercingétorix, modèles en plâtre, Niort, musée Bernard-d'Agesci.
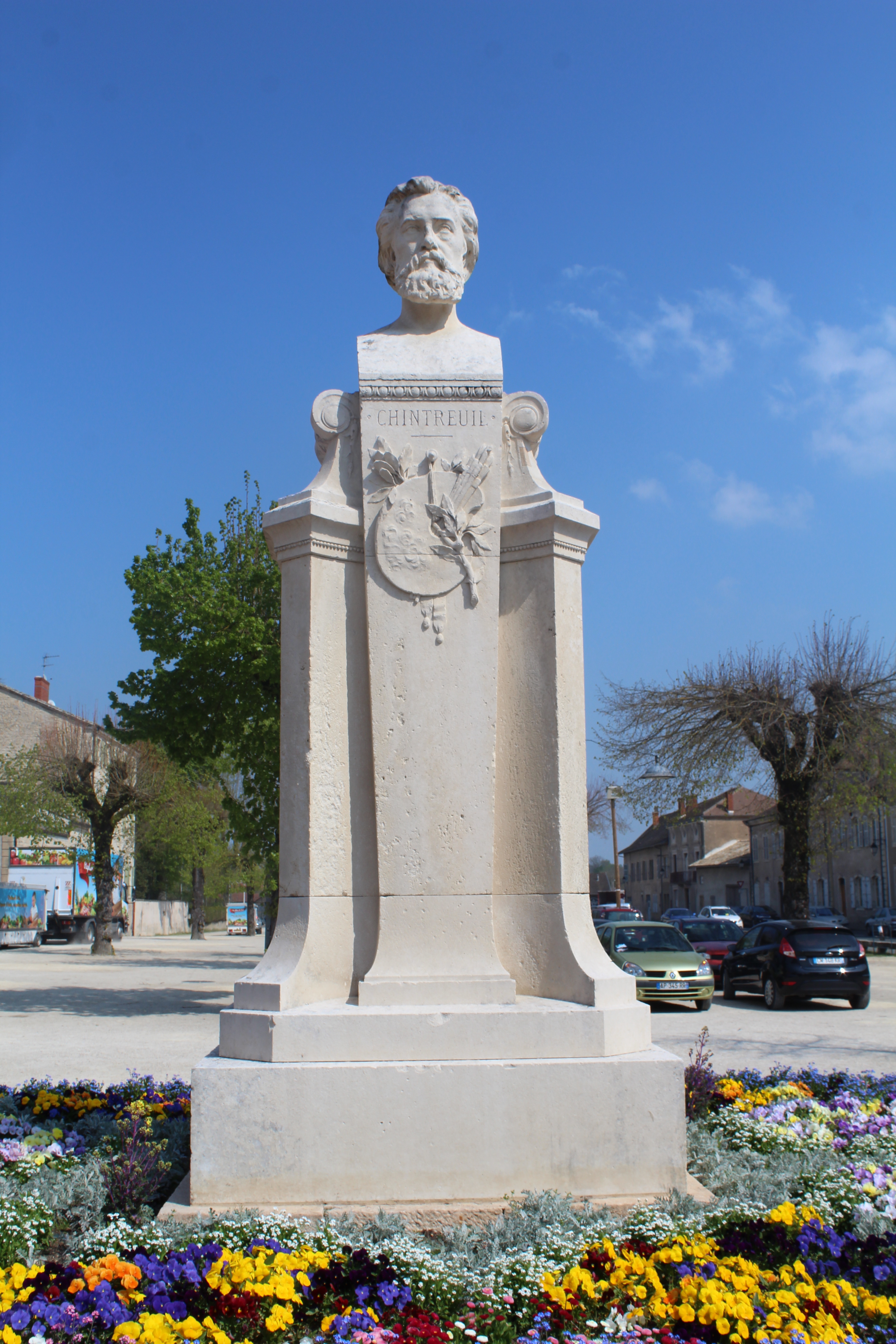
Monument à Antoine Chintreuil (1879), Pont-de-Vaux.
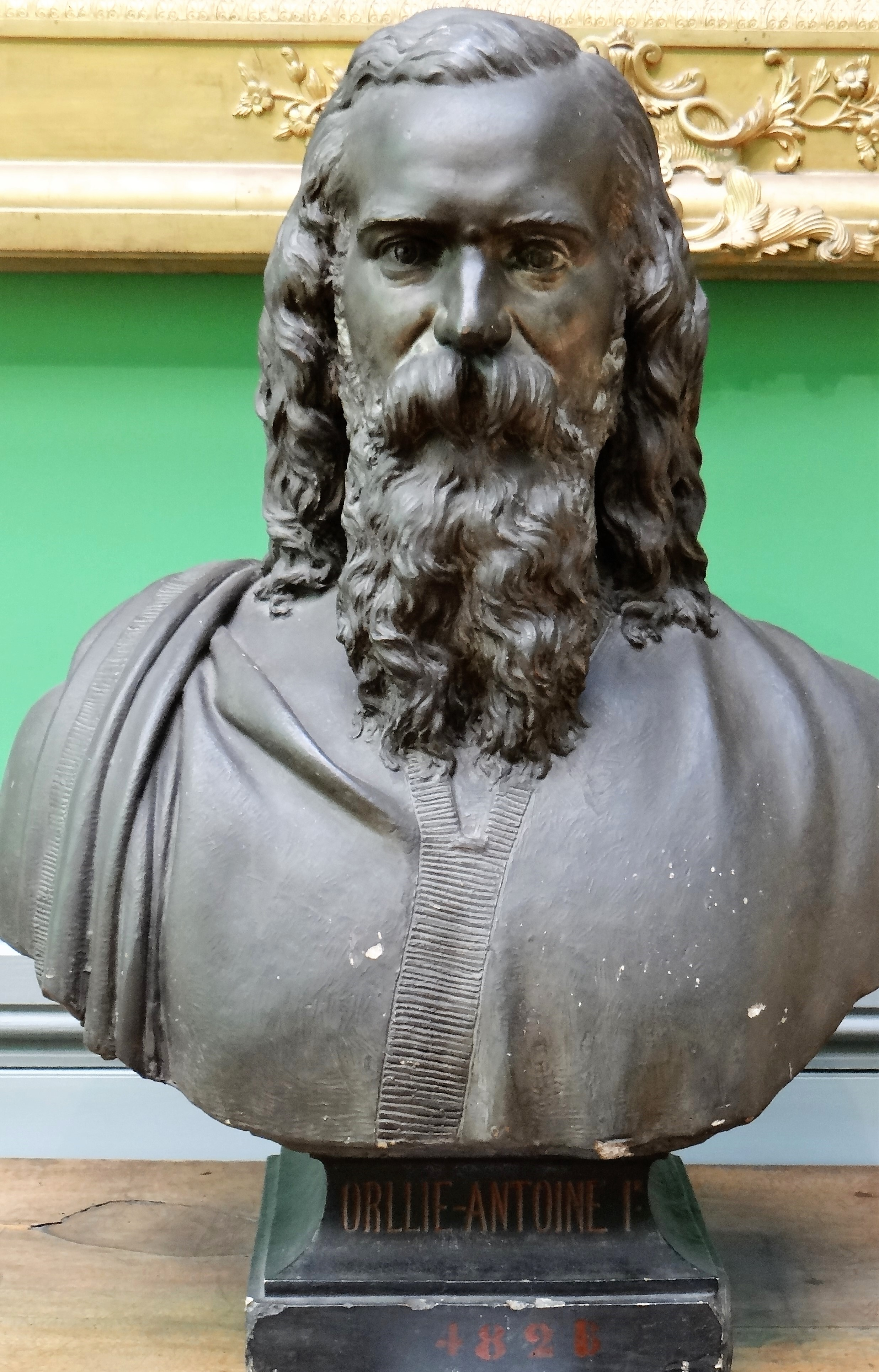
Buste d'Orllie-Antoine Ier au Musée d'art et d'archéologie du Périgord

### Audiovisuel et conférence
- « Les six minutes de France 3. Baptiste Baujault », Émission régionale France 3 Limousin-Poitou-Charentes, Marie-Paule Dupuy interviewée par Paul Pinkh, 8 octobre 2002.